# Mercedes-Benz C216
Mercedes-Benz C216 — последняя модель из поколения купе CL-класса от Mercedes-Benz, предшественником которого является Mercedes-Benz C215. Авто впервые было представлено на Парижском автосалоне в 2006 году. В 2014 году производство было прекращено, а на смену C216 пришёл автомобиль C217 S-Class Coupe.

## История
CL 63 дебютировал на Парижском автосалоне 13 сентября 2006 года.
Праворульная версия была показана на Автошоу в Бангкоке. Стартовая цена на Mercedes-Benz C216 в России составила 6300000 рублей.
В 2009 году начались продажи CL550 4MATIC — полноприводной версии, которая, со слов компании Mercedes-Benz, была создана для увеличения продаж в снежных регионах. Для CL600, CL63 AMG и CL65 AMG по прежнему унаследуют задний привод.

### Рестайлинг
В 2010 году автомобиль получил рестайлинг.
Автомобиль получил следующие обновления:
- Новый внешний вид и интерьер: обновлена решётка радиатора, установлены биксеноновая LED оптика и LED противотуманные фары, новые выхлопные трубы, обновлённы крылья и капот, добавлена отделка под дерево
- Технологии Adaptive Highbeam Assist, Attention Assist, Active Blind Spot Assist, Active Lane Keeping Assist[4], Direct Steer и другие
- Active Body Control (ABC) с боковой стабилизацией
- Обновление системы COMAND
- Активный парктроник
- Система помощи при спуске
- Тормозной ассистент BAS PLUS
- Установка камеры заднего вида и другие

## Технические характеристики

### Двигатели
| Модель                       | Годы производства | Тип/код                                 | Мощность @ об/мин, Крутящий момент @ об/мин                                                                         |
| ---------------------------- | ----------------- | --------------------------------------- | --- |
| CL 500                       | 2006-2010         | 5461 см3 V8 (M 273 KE 55)               | 388 л.с. (285 кВт) @ 6000, 530 Н·м @ 2800-4800                                                                      |
| CL 500 4MATIC                | 2006-2010         | 5461 см3 V8 (M 273 KE 55)               | 388 л.с. (285 кВт) @ 6000, 530 Н·м @ 2800-4800                                                                      |
| CL 600                       | 2006-2010         | 5513 см3 V12 твин-турбо (M 275 E 55 AL) | 510 л.с. (380 кВт) @ 5000, 830 Н·м @ 1900-3500                                                                      |
| CL 63 AMG                    | 2006-2010         | 6208 см3 V8 (M 156 E 63)                | 525 л.с. (386 кВт) @ 6800, 630 Н·м @ 5200                                                                           |
| CL 65 AMG                    | 2006-2010         | 5980 см3 V12 твин-турбо (M 275 E 60 AL) | 612 л.с. (450 кВт) @ 4800-5100, 1000 Н·м @ 2000-4000                                                                |
| CL 500 BlueEFFICIENCY        | 2010-2014         | 4663 см3 V8 твин-турбо (M 278 DE 46 AL) | 429 л.с. (320 кВт) @ 5250, 700 Н·м @ 1800-3500                                                                      |
| CL 500 4MATIC BlueEFFICIENCY | 2010-2014         | 4663 см3 V8 твин-турбо (M 278 DE 46 AL) | 429 л.с. (320 кВт) @ 5250, 700 Н·м @ 1800-3500                                                                      |
| CL 600                       | 2010-2014         | 5513 см3 V12 твин-турбо (M 275 E 55 AL) | 510 л.с. (380 кВт) @ 5000, 830 Н·м @ 1800-3500                                                                      |
| CL 63 AMG                    | 2010-2014         | 5461 см3 V8 твин-турбо (M 157 DE 55 AL) | 571 л.с. (400 кВт) @ 5500, 800 Н·м @ 2000-4500 пакет AMG Performance: 563 лсл (420 кВт) @ 5500, 900 Н·м @ 2000-4500 |
| CL 65 AMG                    | 2010-2014         | 5980 см3 V12 твин-турбо (M 275 E 60 AL) | 621 л.с. (463 кВт) @ 4800, 1000 Н·м @ 2300-4300                                                                     |

### Трансмиссия
| Модель                       | Годы производства | Тип КПП                                    |
| ---------------------------- | ----------------- | ------------------------------------------ |
| CL 500                       | 2006-2010         | 7-ст. АКПП (7G-Tronic)                     |
| CL 500 4MATIC                | 2006-2010         | 7-ст. АКПП (7G-Tronic)                     |
| CL 600                       | 2006-2010         | 5-ст. АКПП (5G-Tronic)                     |
| CL 63 AMG                    | 2006-2010         | 7-ст. АКПП (7G-Tronic)                     |
| CL 65 AMG                    | 2006-2010         | 5-ст. АКПП (5G-Tronic)                     |
| CL 500 BlueEFFICIENCY        | 2010-2014         | 7-ст. АКПП (7G-Tronic)                     |
| CL 500 4MATIC BlueEFFICIENCY | 2010-2014         | 7-ст. АКПП (7G-Tronic)                     |
| CL 600 BlueEFFICIENCY        | 2010-2014         | 5-ст. АКПП (5G-Tronic)                     |
| CL 63 AMG                    | 2010-2014         | 7-ст. спортивная АКПП (AMG SPEEDSHIFT MCT) |
| CL 65 AMG                    | 2010-2014         | 5-ст. АКПП (AMG SPEEDSHIFT)                |

### Производительность
| Модель                                 | Разгон 0–100 км/ч, сек. | Максимальная скорость, км/ч |
| -------------------------------------- | ----------------------- | --------------------------- |
| CL 500                                 | 5.4                     | 250 км/ч (155 миль/ч)       |
| CL 500 4MATIC                          | 5.4                     | 250 км/ч (155 миль/ч)       |
| CL 600                                 | 4.6                     | 250 км/ч (155 миль/ч)       |
| CL 63 AMG                              | 4.6                     | 250 км/ч (155 миль/ч)       |
| CL 65 AMG                              | 4.4                     | 250 км/ч (155 миль/ч)       |
| CL 500 BlueEFFICIENCY                  | 4.9                     | 250 км/ч (155 миль/ч)       |
| CL 500 4MATIC BlueEFFICIENCY           | 4.9                     | 250 км/ч (155 миль/ч)       |
| CL 600                                 | 4.6 (4.0 R&T)           | 250 км/ч (155 миль/ч)       |
| CL 63 AMG                              | 4.5                     | 250 км/ч (155 миль/ч)       |
| CL 63 AMG with AMG Performance package | 4.4                     | 300 км/ч (186 миль/ч)       |
| CL 65 AMG                              | 4.4                     | 250 км/ч (155 миль/ч)       |

## Специальные версии

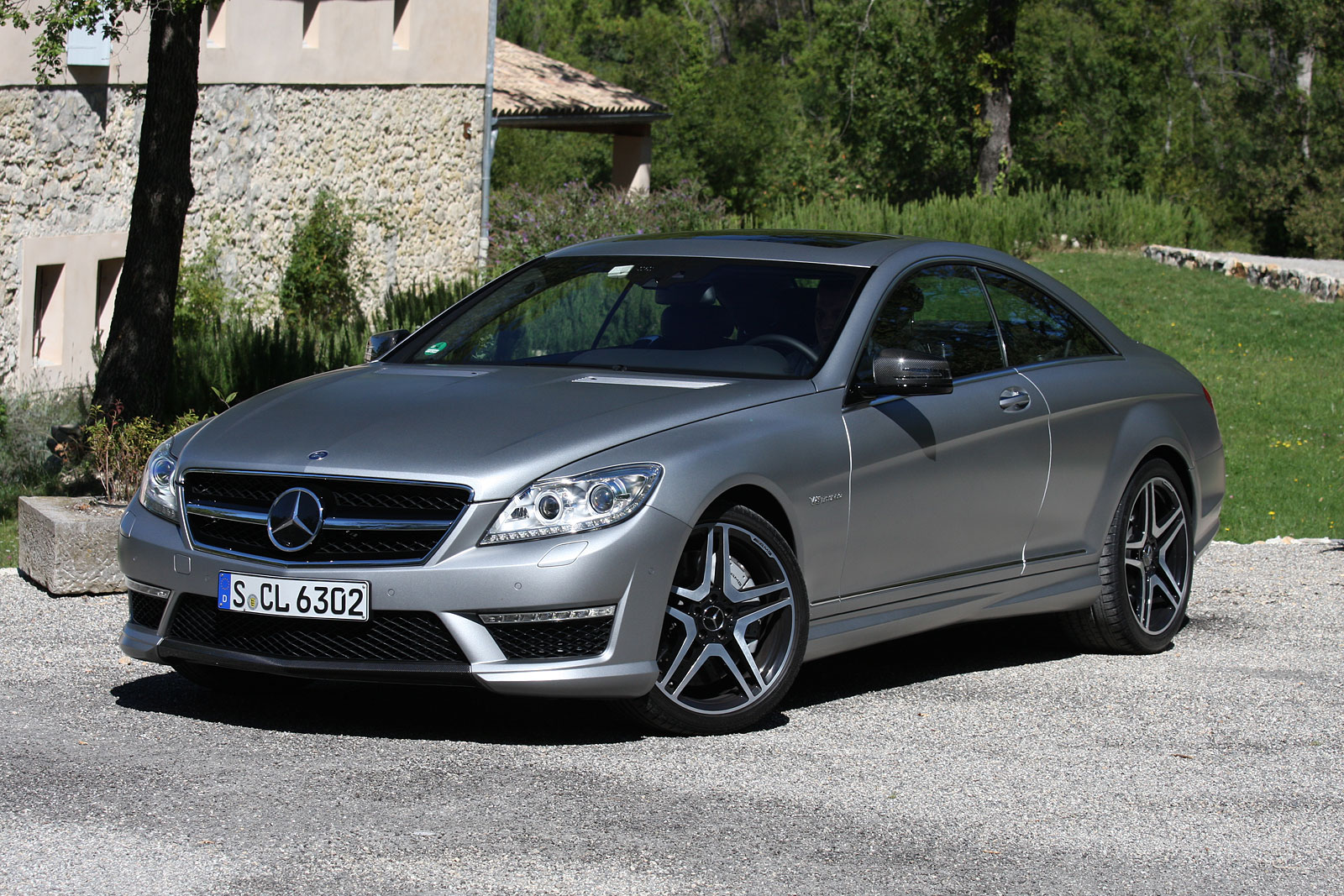
Mercedes CL63 AMG

К 40-й годовщине Mercedes CL AMG была выпущена юбилейная ограниченная серия в 40 штук. Имея те же характеристики и внешний вид, как CL65, юбилейные авто были в дорогой специальной окраске, известной как Alubeam. Эта краска до этих пор использовалась только для нескольких концепт-каров, таких как Vision GST и SL400 CDI. В 2009 году стало известно, что цена будет примерно такой же, как и SLS-AMG — около $250000.